# Argiope macrochoera
Argiope macrochoera là một loài nhện trong họ Araneidae.
Loài này thuộc chi Argiope. Argiope macrochoera được Tord Tamerlan Teodor Thorell miêu tả năm 1891.